# Crkva sv. Leopolda Bogdana Mandića u Dragunji Donjoj
Crkva sv. Leopolda Bogdana Mandića je rimokatolička župna crkva u Dragunji Donjoj. 

## Povijest
Župljani ove župe su većinom Hrvati katolici. Zaštitnik župe Dragunja je sv. Leopold Bogdan Mandić i slavi se 12. svibnja. Župa Dragunja je osnovana 1985.godine izdvajanjem iz župe Breške. Za nadbiskupovanja Marka Jozinovića izgrađena je župna crkva sv. Leopolda Bogdana Mandića 1985. godine. Prigodom pastirskog pohoda Sarajevu 1997. godine papa sv. Ivan Pavao II. blagoslovio je temelje ove crkve. Dragunja se sastoji od Čanića, Dragunje Donje, Dragunje Gornje, Drapnića, Straže, Krušika i Namlića. Dvije su filijalne crkve, u Straži i Čanićima. Specifičnost župe sv. Leopolda Bogdana Mandića u Dragunji Donjoj je što je u njoj 15 sakralnih objekata, tri crkve, osam grobalja i nekoliko zavjetnih kapelica koje vjernici sami održavaju. Dragunja je dala do danas pet duhovnih zvanja. Jedna je od najvećih župa u Vrhbosanskoj županiji po površini koju zauzima. Problem crkvi i župnom stanu bila je pojava klizišta.

## Osobine
Nalazi se na uzvisini. Vanjskim izgledom je poput obične seoske crkve. Oltar, ambon i ostali elementi koji su obično od bijelog kamena ili nečeg drugog, u Dragunji je od drva. Arhitektonsko rješenje zida iznad oltara svjetlost formira križ. Zdesna je slika sv. Leopolda Bogdana Mandića. Još se planira izraditi Leopoldovu ispovjedaonice po uzoru na onu u Italiji.

## Vanjske poveznice
- KTA kta: Proslavljen patron župe Dragunja, Dragunja kod Tuzle, 13. svibanj 2013.
- Fotografija crkve u Dragunji izvana
- Unutrašnjost crkve u Dragunji